# Pascal Smet
Pascal Smet (Haasdonk, 30 luglio 1967) è un politico belga, membro del Partito Socialista Differente.

## Biografia

### Formazione
Pascal Smet ha frequentato l'Università di Anversa dove ha studiato giurisprudenza.

### Attività politica
Entrato in politica all'età di 20 anni, ha svolto una carriera locale come consigliere comunale a Beveren e come membro del Consiglio Provinciale delle Fiandre Orientali. È stato poi eletto a Bruxelles dove è diventato Commissario generale del Commissariato generale per i rifugiati e le persone apolidi.
Nel settembre 2003, nominato da Steve Stevaert, è diventato il nuovo segretario di Stato di Bruxelles per la sp.a (Partito socialista fiammingo), responsabile della mobilità dei lavori pubblici e dei taxi all'interno del governo di Bruxelles.
Pascal Smet è membro del Collegio della Commissione fiamminga (Vlaamse Gemeenschapscommissie), responsabile dello sport, della cultura, della gioventù, delle infrastrutture e delle politiche d'investimento (coordinamento).
Fino al giugno 2009 è stato ministro del governo della Regione di Bruxelles-Capitale (governo Picqué III), membro del Collegio della Commissione comunitaria fiamminga e membro del comitato misto della commissione comunitaria congiunta.
Durante questa parte della sua carriera Pascal Smet ha mantenuto il suo voto adottando una posizione piuttosto favorevole per l'allargamento della Regione di Bruxelles-Capitale, una delle soluzioni proposte dagli oratori francesi ai problemi della regione..

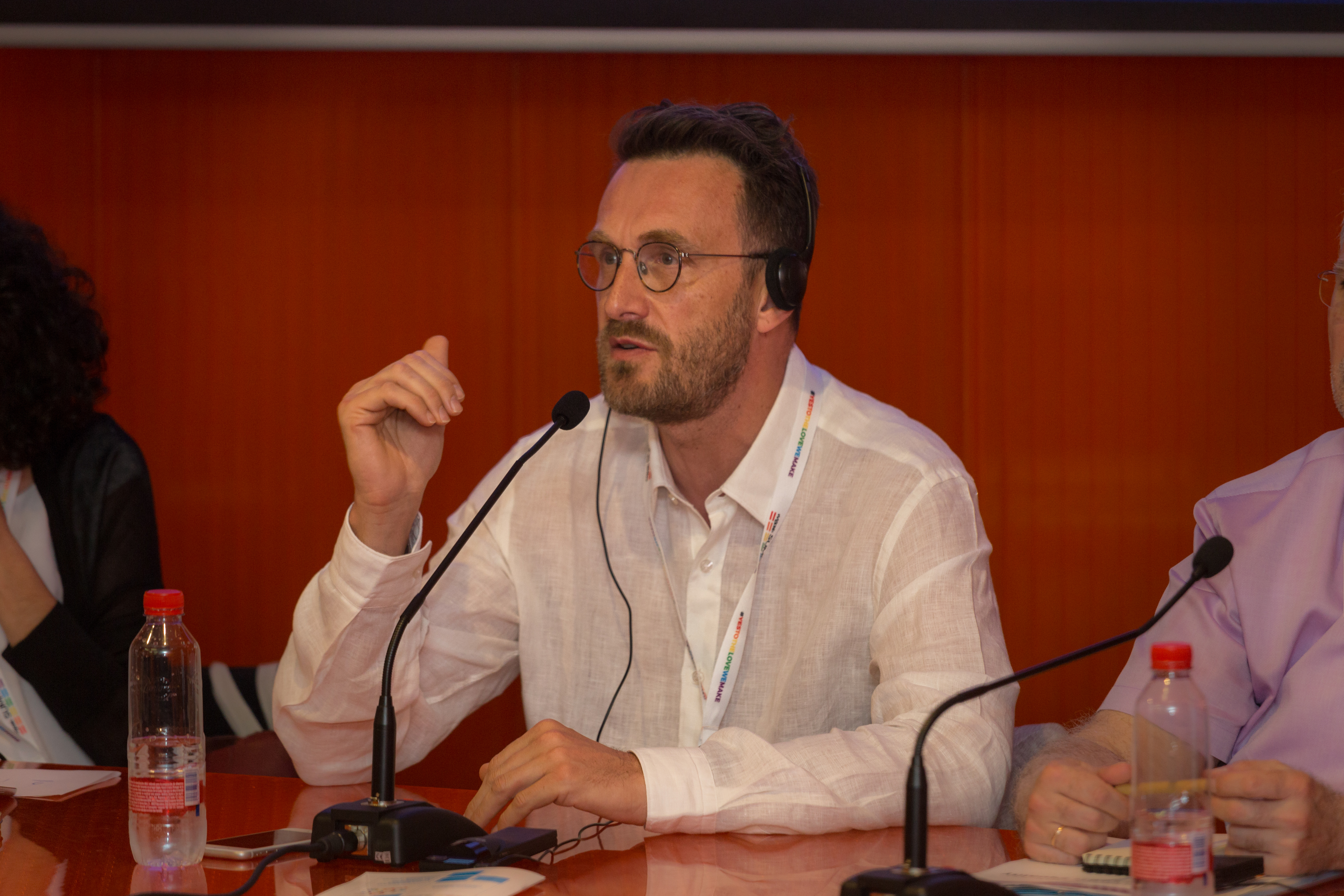
Pascal Smet al WorldPride 2017 a Madrid, 26 giugno 2017

Nel 2009, Pascal Smet ha reso pubblica la sua omosessualità durante un'intervista con la rivista fiamminga Humo, in cui ha sottolineato che, come ministro per le pari opportunità, doveva essere chiaro. Questo ammonimento gli ha guadagnato il rifiuto di donare il sangue mentre sponsorizza una campagna di donazione di sangue dalla Croce Rossa Belga.
Dopo le elezioni regionali belghe del 2009 e la costituzione del governo Picqué IV senza la sp.a, nel luglio 2009 è diventato ministro del governo fiammingo, responsabile per la gioventù, l'istruzione, le pari opportunità e Bruxelles.
Dopo le elezioni regionali del luglio 2014, la sp.a divenne nuovamente parte del governo di Bruxelles e divenne ministro della mobilità e dei lavori pubblici nella regione di Bruxelles-Capitale con 609 voti di preferenza.